# جمود (روانشناسی)
در روانشناسی، جمود، خشکی یا خشکی ذهنی به ناتوانی مصرانه در درک نقطه نظر دیگران یا امتناع از درک دیدگاه یا احساسات شخص دیگر اشاره دارد که مشخصه بارز آن فقدان حس دلسوزی و همدلی است. همچنین می‌تواند به تمایل به پافشاری نامنعطفی اشاره داشته باشد که عبارت است از ناتوانی در تغییر عادت‌ها و ناتوانی در اصلاح مفاهیم، نگرش‌ها و رفتارها پس از ایجاد، توسعه و ثبت در ذهن.